# قائمة المواضيع المتعلقة بمتعددات الحدود
تضم هذه الصفحة لائحة المواضيع المتعلقة بمتعددات الحدود. انظر أيضا إلى متعددة حدود مثلثية وإلى لائحة المواضيع المتعلقة بالهندسة الجبرية.

## المصطلحات
- درجة متعددة حدود: أعلى درجات الحدود المعرِفة لمتعددة حدود ما..
- Factor: An expression being multiplied.
- Linear factor: A factor of degree one.
- Coefficient: An expression multiplying one of the monomials of the polynomial.
- جذر دالة: Given a polynomial p(x), the x values that satisfy p(x) = 0 are called roots of the polynomial p.
- Graphing
  - End behaviour –
  - Concavity –
  - Orientation –
  - Tangency point –
  - Inflection point – Point where concavity changes.

## أساسيات
- متعددة الحدود
- معامل
- أحادية حدود
- القسمة الطويلة لمتعددات الحدود
- Synthetic division
- تعميل متعددات الحدود
- دالة كسرية
- كسر جزئي
  - كسر جزئي
- صيغ فييتة
- متعدد حدود قيمها أعداد صحيحة
- معادلة جبرية
- Factor theorem
- مبرهنة باقي متعددات الحدود

### الجبر التجريدي الابتدائي
انظر أيضا إلى نظرية المعادلات أسفله.
- حلقة متعددات الحدود
- القاسم الشترك الأكبر لمتعددات حدود
- دالة تماثلية
- متعددة حدود متجانسة
- Polynomial SOS (sum of squares)

## نظرية المعادلات
- Polynomial family
  - دالة تربيعية
  - دالة تكعيبية
  - دالة رباعية
  - دالة خماسية
- إتمام المربع
- مبرهنة أبيل-روفيني
- Bring radical
- ثنائي حد الكرخي-نيوتن
- Blossom (functional)
- جذر دالة
- جذر عدد (radical)
  - Surd
  - جذر تربيعي
  - طرق حساب الجذر التربيعي
  - جذر تكعيبي
  - جذور الوحدة (تحليل عقدي)
  - عدد قابل للإنشاء
  - نظرية مرافق الجذر المركب
- Algebraic element
- طريقة هورنر
- مبرهنة الجذر النسبي
- Gauss's lemma (polynomial)
- متعددة حدود غير قابلة للاختزال
  - معيار أيزنشتاين
  - Primitive polynomial
- المبرهنة الأساسية في الجبر
- متعددة الحدود لهورفيتز
- تحويل تشيرنهاوس
- نظرية غالوا
- مميز
  - Resultant
- Elimination theory
  - Gröbner basis
  - Regular chain
  - Triangular decomposition
- مبرهنة ستورم
- Descartes' rule of signs

## حسبان بمتعددات الحدود
- Delta operator
- Bernstein–Sato polynomial

## الاستيفاء الحدودي
- متعدد الحدود للاغرانج
- ظاهرة رونغ
- Spline (mathematics)

## نظرية وريشترس
- متعددة الحدود لبيرنشتاين

## الجبر الخطي
- متعددة الحدود المميزة
- متعددة الحدود الدنيا
- Invariant polynomial

## Named polynomials ومتتالية متعددات حدودs
- متعددات الحدود لأبيل
- Additive متعددة الحدودs
- Appell sequence
- Askey–Wilson متعددات الحدود
- متعددات الحدود لبيل
- متعددات الحدود لبرنولي
- متعددة الحدود لبيرنشتاين
- Bessel متعددات الحدود
- Binomial type
- Caloric polynomial
- متعددات الحدود لشارليي
- متعددات الحدود لشيبيشيف
- Ehrhart polynomial
- Exponential polynomials
- مبرهنة فافارد
- متعددات الحدود لفيبوناتشي
- Hahn متعددات الحدود
- Heat polynomial — see caloric polynomial
- Heckman–Opdam متعددات الحدود
- Hermite متعددات الحدود
- Kravchuk متعددات الحدود
- Laguerre متعددات الحدود
- Laurent polynomial
- Littlewood polynomial
- متعددات الحدود للوجوندر
  - توافقات كروية
- Macdonald متعددات الحدود
- Meixner متعددات الحدود
- Newton polynomial
- متعددة الحدود المتعامدة
- Orthogonal متعددات الحدود on the unit circle
- Racah متعددات الحدود
- Rook polynomial
- Schur polynomials
- Sheffer sequence
- متعددات الحدود لتوشارد
- متعدد الحدود لويلكلسون
- متعددات الحدود لويلسون
- Zernike متعددات الحدود

## Knot polynomials
- متعددة حدود ألكسندر  [لغات أخرى]‏
- HOMFLY polynomial
- متعددة حدود جونز  [لغات أخرى]‏

## خوارزميات
- خوارزمية كاراتسوبا  [لغات أخرى]‏
- Lenstra–Lenstra–Lovász lattice basis reduction algorithm (for polynomial factorization)
- Lindsey–Fox algorithm
- Schönhage–Strassen algorithm